# مالك بن الريب
أبو عُقَبة مالك بن الرَّيْب بن حوط بن قرط المازني التميمي (17 هـ - 57 هـ / 638م - 677م) شاعر وفارس من بني مازن بن مالك من بني تميم ويُعد من مشاهير فرسان وفتاك العرب في الإسلام، نشأة في خلافة عمر بن الخطاب في بادية بني تميم بالبصرة، قال أبو الفرج الأصفهاني في كتابه (الأغاني) "وكان شاعراً فاتكاً لصّاً ومنشؤه في بادية بني تميم بالبصرة"، وكان شجاعاً فاتكاً لا ينام الليل إلا وهو متوشحاً بسيفه قال محمد بن حبيب: «ومن فتاك العرب في الإسلام مالك بن الريب المازني». وكان مالك قد قاد عصابةً لقطع الطريق بين العراق والحجاز حتى خاف الناس منه وتجنبوا المرور في الطرقات التي يكمن فيها مع أصحابه والذين كان من أشهرهم أبو حردبة المازني، وشظاظ الضبي وغويث قال ابن قتيبة: «كان مالك بن الريب فاتكاً لصاً يصيب الطريق مع شظاظ الضبي الذي يضرب به المثل فيقال ألص من شظاظ». وكان مالك على فروسيته وفتكه من أجمل العرب وجهاً وأفصحهم لساناً قال معمر بن المثنى: «كان مالك بن الريب من أجمل العرب جمالاً، وأبينهم بياناً».
ثم إن مالكاً أعلن توبته وصحب سعيد بن عثمان بن عفان لما ولاه معاوية بن أبي سفيان أميراً على خراسان وشارك معه في الجهاد هناك وأبلى بلاءً حسناً وحسنت سيرته قال محمد بن جرير الطبري: «خرج سعيد بن عثمان إلى خراسان وخرج معه قوم من بني تميم منهم مالك بن الريب المازني في فتيان كانوا معه». وتوفي مالك في أرض خراسان شهيداً غازياً في نفس السنة ورثاء نفسه قبل أن يموت بقصيدة تُعَد من أجود ماقيل في رثاء النفس.
قال خير الدين الزركلي: «كان مالك بن الريب شاعراً من الظرفاء الأدباء الفتاك، اشتهر في العصر الأموي، ورويت عنه أخبار في قطع الطريق مدة، ورأه سعيد بن عثمان ابن عفان بالبادية في طريقه بين المدينة والبصرة وهو ذاهب إلى خراسان وقد ولاه عليها معاوية واصطحبه معه إلى خراسان، فشهد مالك فتح سمرقد وغيرها». وقال ابن ماكولا: «كان مالك بن الريب شاعراً فاتكاً فارساً صحب سعيد بن عثمان بن عفان إلى خراسان ومات بها».

## نسبه ونشأته
- هو: مالك بْن الرَّيْب بْن حَوْط بْن قُرط بْن حُسَل بْن ربيعة بْن كابية بْن حرقوص بن مازن بن مالك بن عمرو بن تميم بن مر بن أد بن عمرو بن إلياس بن مضر المازني العمروي التميمي ويُكَنى بأبي عُقَبة.[11][12][13]
- أمه هي: شهلة بنت سنيح بن الحُرَ بن ربيعة بن كابية بن حرقوص المازنية العمروية التميمية.[14]

ولد مالك بن الريب في بادية قومه بني مازن مالك بن عمرو من بني تميم بالبصرة في سنة (17 هـ/638م) تقريباً في خلافة عمر بن الخطاب ونشأ في البادية فتعلم الفروسية وفنون القتال والحرب حتى صار فارساً شجاعاً بطلاً وعُد من فُتَاك العرب المشهورين، وكان مالك صاحب حرب لا يكلف بغيرها، ولا يتأنى في العواقب، وكان رجلاً يقدم على غمرات الموت.

## سيرته وأخباره
كون مالك بن الريب في بداية شبابه عصابةً من الفرسان من ثلاثين أو عشرين رجلاً ومن أشهرهم أبو حردبة المازني ابن عم مالك، وغويث من بني كعب بن حنظلة، وشظاظ الضبي وغيرهم، وكانوا يقطعون الطريق على قوافل التجار الأغنياء بين العراق والشام والحجاز ويأخذون جزءً من هذه القوافل ويعطونها للفقراء من قومهم حتى شاع خبرهم في أنحاء الدولة الأموية كلها، وتناقل الناس أخبارهم وشدة بطشهم، وتجنبوا المرور في طرقاتهم حتى قال فيهم أحد الشعراء محذراً منهم:
فطلبهم مروان بن الحكم وهو حينها والي الحجاز من قبل معاوية بن أبي سفيان، وكلف مروان الحارث بن حاطب الجمحي وكان عاملاً له على بني عمرو من بني تميم وهم قوم مالك وأبي حردبة بالقبض عليهم، فطلبهم الحارث طلباً شديداً حتى ظفر بهم وأخذهم أسرى، وأمر عليهم رجلاً أنصارياً أن يذهب بهم إلى المدينة المنورة، فقدم الأنصاري رجال معه بأبي حردبة، وبقى وهو في رجالٍ أخرين ومعهم مالك، وأمر الأنصاري غلاماً له أن يحرس مالك، فتغافل مالك الغلام وأخذ سيفه وفك وثاقه وقتله، ثم حمل على الأنصاري وقتله أيضاً، وحمل مالك على كل من كان مع الأنصاري من الرجال فجعل يقتلهم يميناً وشمالاً حتى قتلهم جميعاً، ثم لحق بأبي حردبة وقتل من كان معه من رجال الأنصاري وركب مالك وأبو حردبة إبل الأنصاري ومن معه وساقوها إلى البحرين.
ثم إن معاوية بن أبي سفيان استعمل سعيد بن عثمان بن عفان أميراً على خراسان في عام 56 هـ فخرج سعيد ولما كان بالبادية بين المدينة والبصرة لقي مالك بن الريب ومعه نفر من أصحابه، فقال له: ويحك يا مالك مالذي يدعوك إلى ما يبلغني عنك من العداء وقطع الطريق، فقال مالك: أصلح الله الأمير العجز عن مكافأة الإخوان، قال: إن أغنيتك واستصحبتك أتكف عما تفعل، قال نعم أصلح الله الأمير أكف كفا ما كف أحد أحسن منه، ويقال أن سعيداً لقيه في طريقه إلى خراسان في بلاد فارس، ثم إن مالك أعلن توبته وخرج مع سعيد بن عثمان مجاهداً غازياً إلى خراسان وحسنت سيرته ومات وهو مع سعيد شهيداً، ويقال بل مرض هناك ومات، ويقال أن الجن رثته والله أعلم. وذكر أبو سعيد السكري أن مالكاً شهد معركة طاسى ومعركة النهر ضد الترك مع سعيد بن عثمان في خراسان وكان له فيهما بلاءً عظيم.
ومن أخبار شجاعة مالك بن الريب أنه كان ذات ليلةٍ نائماً، وكان لا ينام إلا وهو متوشحاً بالسيف، وإذا هو بشيء قد جثم على صدره لا يدري ماهو فانتفض به مالك فسقط عنه، ثم انتحى له مالك بالسيف فضربه فقصمه نصفين، ثم نظر إليه فاذا هو رجل أسود كان يقطع الطريق في تلك الناحية فقال مالك في ذلك:
قال الجاحظ وكان الذي قتله مالك رجل من الزنج يقال له أفلح كان يقطع الطريق عشرين عاماً فقتله مالك.

## أبيات بكائية مالك بن ريب وشروحها
ليت شعري استفهام معناه ليتني أعلم، شعري هي اسم ليت، والخبر محذوف. أبيتن: بات من أخوات كان واسمها ضمير مستتر تقديره أنا. ليلة: ظرف زمان. بجنب جار ومجرور متعلق بمحذوف أبيت. (أزجي القلاص النواجيا) جملة حالية في محل نصب حال، القلاص مفعول به، نواجيا صفة. الغضا هو الشجر، وعبر بالغضا وأراد به الحياة والناس والأهل الذين يعيشون في هذه البيئة. يوجد تمني (ليت)، و(هل) تفيد التمني لأنها وقعت بعد ليت، والاستفهام ليس على حقيقته لأنه داخل في حيز التمني.
ليت الغضى لم يقطع: تمني يختلف عن البيت الأول وهو تمني مستحيل لأن الغضى قد قطع الركب عرضه. الركب لا يقطع وهذا يعني استعارة مكنية شبهة عرض الغضى بالشيء الذي يقطع والمشبه محذوف. وأيضا شبه الغضى بالإنسان الذي يمشي (استعارة مكنية).
شبه الضلالة بالشيء الذي يباع (استعارة مكنية) وأيضا هناك طباق في (الضلالة والهدى).
أستخدم كلمة أصبح لأن الغارة تكون تكون في الصباح لذلك عبر بأصبح (من قوله قاصي والأعادي طباق
(تقول) التعبير بالمضارع للدلالة على التكرار. والمراد بالسفار السفر. لا أبا ليا بها إيجاز بالحذف فهي (لا أبا حياً ليا) وقد حذفت الصفة (حيا),
(فلله دري) أسلوب مدح يقال في تعظيم ما يفعله الإنسان والمعنى (لله) صالح عملي.
بالبيت أسلوب قصر (طريقة النفي والاستثناء) فقد قصر البكاء على 3 أشياء فقط هم (السيف والرمح الرديني وأشقر محبوك"في البيت التاسع")
وهنا استعارة مكنية شبه السيف ولارمح بالإنسان الذي يبكي لأنهما جوامد لا حس لهما.
أشقر محبوك هو فرسه، ولا مجاز عندما جعل الفرس يبكي لأن الفرس يحس وقد يعتريه إحساس بالحس بالبيت صورة لو رسمها النفان لجاءت صورة عظيمة، والصورة هي (الحصان وهو يجر لجامعة ليشرب الماء حزينا ليس معه صاحبه الذ كان يشعره باهتمامه. لم يترك له الموت ساقيا <-- استعارة مكنية>
هنا لم يقل الرجال وقال النسوة؟ لأن النسوة يشعرن بالفقد أشد من الرجال. العشية هي آخر اليوم واختاره لأن العشية الزمن الذي يخلو به الإنسان إلى نفسه ويتذكر ما حصل له طول اليوم وهنا تتراكب عليه الهموم والأحزان أما النهار فهو وقت حركة لا مجال فيه للعواطف فهي تتهاجم على الإنسان وقت العشاء. ما بيا (ما) للوصل.
شبه نفسه بأنه صريع وما صرعه هو الموت، صريع بمعنى مفعول وقد تكون بمعنى فاعل. ألوان البلاغة إيجاز في الحذف، حذف المبتدأ وهي (أنا صريع) أي حذف المبتدأ (انا) بقفرة حذف الموصوف وأبقى الصفة. يسوون يفيد المستقبل يتصور بأنه يسوون لحده بعد موته. حيث حم قضاييا، حيث ظرف مكان، يسوون لحدي في هذا المكان، قضائيا في محل جر مضاف إليه. يسوون لحدي في محل جر صفة لقفرة، وممكن اعتبارها حال من الفاعل
(صريع) أنا.
أقول لأصحابي ارفعوني: فيها التماس (فعل الأمر) يلتمس منهم رفعه. يقر بعيني: كناية عن السرور وأصل التركيب فيها قلب فجعل المجرور مفعولا وجعل المجرور فاعلا، أصلا تقر عيني. سهيل: نجم في السماء. الشاعر يقول وقد حضرته الوفاة ارفعوني لعله يرى سهيل ليعوضه عن رؤية وطنه فإذا رأسى سهيل فكأنه رأى وطنه. ما موقع جملة ارفعوني؟ هي في محل نصب مقول القول. يقر فعل مضارع بعيني جار ومجرور (أن سهيل) من أي الأنواع
(أن)<--- مخففة
جملة يقر في محل رفع خبر إن.
الرابية المكان المرتفع، واختار الرابية لأنها مكان مرتفع وهي أفضل مكان وأحسن ماء وهواء وخضرة وكأنه سيمكث على طول. مقيم لياليا: كناية عن قرب الموت وهي جواب سؤال مقدر (لماذا رابية). أنزلا: أو يراد به الالتماس.
قوما: مراد به الالتماس. استل روحي كناية عن الموت. السدر نبت يغسل به الميت طيب الرائحة. لماذا قدم السدر على الأكفان؟ الترتيب الزمني السدر يقدم على الاكفان بحسب الزمن. البيت فيه حشو (فيه زيادة ممكن الاستغناء عنها (عند فنائيا) والتكرار يفيد أنه مشرف على الموت.
الأسنة جمع سنان وهي الرمح. يقول عليكم أن تحفرو برماحي قبري، وهذا يدل على أنه رجل لديه عرق حرب. يرسم من كأنه يتصور بأنه سيموت وأصحابه يأتون ليغطوا رأسه ووجهه بما تبقى من ردائه، وهي صورة حقيقية وقد تكون أجمل من الصور البلاغية وليس فيها شيء من الاستعارات.
مضجعي: يشبه قبره بالمضجع الذي يضطجع عليه الإنسان <--- تصريح
بارك الله فيكما جملة اعتراضية. اللون البديع: الأرض والعرض <-- جناس ناقص. أن توسعا ليا أصلها أن توسعان ليا دخلت عليها أن المصدرية فنصبتها وهي مفعول ثاني لتحسداني. لا تحسداني: نفي
فجراني: الميت يحمل ولا يجر، وهنا يريد الشاعر أن يصور حالة الضعف مثل شيء لا قيمة له. وهذا البيت يعطينا صورة لماضي حياة والشطر الثاني يصور ما كان عليه من قوة حيث كان يقود الجيش ويجاهد. فجراني: الفعل الثاني مقترتب على الفعل الأول. الرداء: ما يلبس فوق الرداء كالجبة والعباءة. الثوب: ما يستر الجزء الأعلى من الجسم والبرد: هو الكساء الذي يلتحف به
أم مالك: المناسب أن تكون زوجته لأن الإنسان لا يسأل عن بكاء أمه لأنها أحن إنسان على الابن، ولعلها زوجته ولعل له ولد يدعا مالك. البكاء: كناية عن الحزن. هل بكت ام مالك: فعل ماضي يراد به المستقبل. عالوا بنعيك: أعلنوا وفاتك. ليت شعري: تمني للاستفهام ليس على حقيقته (هل ستبكي أم مالك). أم مالك اسم ظاهر بمثابة الغائب. لون بلاغي: الالتفات من الغيبة إلى الخطاب، فأم مالك غائبة فلتفت من الغيبة إلى الالتفات، فقال يخاطبها (بنعيك) بدل من أني يقول بنعيها، بالتالي انتقل من الغيبة إلى الالتفات.
إذا مت فاعتادي القبور: المراد للعهد. إذا تستخدم في الأمور المحققة، وإن تستعمل في الأمور المشكوك فيها. فاعتادي القبور: الأصل (فاعتادي زيارة القبور) فهنا إيجاز حذف.
فيا صاحبي (صاحب واحد). إن عرضت فبلغن: أمر التماس والنون للتوكيد (بلغن) يوكد الفعل المضارع كثيرا بعد (إما) إن عرضت بلغ
وعطل قلوصي: المحارب يكون معه فرسه والقلوص (لناقة) للارتحال وليس للحرب وهنا يوحي بإكارمها لأن آن لها أن تستريح ولفرسه أيضا تستريح، ويتصور أن ناقته حزينة عليه وذكر ستفلق أكبادا كناية عن شدة الحزن. الذين تعودوا على لابكاء تجمد قلوبهم ولكن عندما يرون الناقة سيعاودون البكاء لأن الإبل له تأثير على من له علاقة بالميت.
إيجاز حذف المبتد وهي (أنا) بعيد غريب الدار، حذفت أنا وهي مبتدأ. يد الدهر <-- بمعنى أبد الدهر (يد الدهر) ظرف زمان
الرحل يقصد به ما يوضع فوق ظهر الناقة وهنا المراد به المكان الذي يقيم فيه وهو المناسب لهذا البيت. فلا (أرى) : أنس من (أجد) لأن المحتضر يقلب طرفه يريد أن يرى أهله فالمناسب هو الرؤية وليس الوجود.
عمل إيجابي لو أن النسوة رأوه سيحاولون وسيسعون للطبيب ليداويه. فدّاه وفدَاه: استنقذه بنفسه أو ماله دواوى المريض: عالجه وأذهب دواه (والدوا هو المرض). لو تشهدنني: هناك حذف طويل حذف (لو تشهدنني على الحالة التي أنا عليها) ويعب إيجاز حذف (حذف طويل).
فمنهن أمي: وهذا يؤكد أن أم مالك ليست أمه بل هي زوجته لأنه في هذا البيت ذكر امه. تهيم البواكي: امررأة وظيفتها أن تشعل البكاء على الميت. تهيج = تثير. بكا: دمعت عيناه حزنا. بكا الميت: رثاه. مؤنسان: نوع من المشتقات آنسه، اسم فاعل من آنسه بمعنى راعاه.

## مالك بن الريب في السينما والتليفزيون
2016 : مسلسل مالك بن الريب عن قصة حياة مالك بن الريب بطولة ياسر المصري.